# 鄰州
鄰州，又作潾州，南朝梁置鄰州及鄰山縣；北魏改為鄰山郡，以山為名；隋初郡廢，並縣入鄰水縣；唐分置鄰山縣，又置鄰州，尋廢州。

## 沿革
- 南朝梁武帝大同三年（537年），始置鄰水縣、鄰山縣，並屬鄰州。
- 北朝後魏廢帝年間（551年-554年），降鄰州為鄰山郡，屬渠州。
- 隋文帝開皇三年(583年) ，併鄰山縣入鄰水縣，廢鄰山郡，直屬渠州。
- 唐武德元年（618年），分鄰水縣復置鄰山縣，屬鄰州。領縣四：潾水縣、墊江縣、潾山縣、鹽泉縣。
- 唐武德八年（625年），又廢鄰州，屬渠州。
- 前蜀，復置鄰州，並復置大竹縣，俱屬鄰州。
- 宋初，又廢鄰州，屬渠州。
- 宋乾德三年（965年），鄰山縣移治故鄰州城。

潾州刺史
- 房仁裕（武德初年）[2]